# Azerbeidzjan op het Eurovisiesongfestival 2022
Azerbeidzjan nam deel aan het Eurovisiesongfestival 2022 in Turijn, Italië. Het was de 14de deelname van het land aan het Eurovisiesongfestival. ITV was verantwoordelijk voor de Azerbeidzjaanse bijdrage voor de editie van 2022.

## Selectieprocedure
Van 30 december 2021 tot 31 januari 2022 hield de Azerbeidzjaanse omroep ITV een inzendingsperiode voor componisten om hun liedjes in te sturen voor de Azerbeidzjaanse selectie. Uit de ongeveer 300 inzendingen werden zes nummers weerhouden, die gepresenteerd werden aan de reeds intern gekozen artiest. Op 16 februari 2022 werd Nadir Rüstəmli aangekondigd  als de gekozen artiest tijdens de İTV-show Sabahın xeyir, Azərbaycan ("Goedemorgen Azerbeidzjan"). Het lied genaamd Fade to black kwam uit op 21 maart 2022. 

## In Turijn
Azerbeidzjan trad aan in de tweede halve finale op donderdag 12 mei 2022. Nadir Rüstəmli was als vierde van achttien acts aan de beurt, net na Konstrakta uit Servië en gevolgd door Circus Mircus uit Georgië. Azerbeidzjan eindigde als tiende, met 96 punten, en wist zich zo op het nippertje te plaatsen voor de finale. Opvallend was dat alle punten gegeven werden door de vakjury's; bij het grote publiek wist Azerbeidzjan geen enkel punt te bemachtigen.
In de finale was Nadir Rüstəmli als vijftiende van 25 acts aan de beurt, net na Monika Liu uit Litouwen en gevolgd door Jérémie Makiese uit België. Azerbeidzjan eindigde uiteindelijk op de zestiende plaats, met 106 punten.
2008 · 2009 · 2010 · 2011 · 2012 · 2013 · 2014 · 2015 · 2016 · 2017 · 2018 · 2019 · 2020 · 2021 · 2022 · 2023 · 2024 · 2025
Albanië · Armenië · Australië · Azerbeidzjan · België · Bulgarije · Cyprus · Denemarken · Duitsland · Estland · Finland · Frankrijk · Georgië · Griekenland · Ierland · IJsland · Israël · Italië · Kroatië · Letland · Litouwen · Malta · Moldavië · Montenegro · Nederland · Noord-Macedonië · Noorwegen · Oekraïne · Oostenrijk · Polen · Portugal · Roemenië · San Marino · Servië · Slovenië · Spanje · Tsjechië · Verenigd Koninkrijk · Zweden · Zwitserland